# 愛知県保育所一覧
愛知県保育所一覧（あいちけんほいくしょいちらん）は、愛知県の保育所の一覧。

## 公立保育所

### 愛西市
- 愛西市立永和保育園
- 愛西市立佐織保育園
- 愛西市立佐屋北保育園
- 愛西市立佐屋中央保育園

### 安城市
- 安城市立赤松保育園
- 安城市立あけぼの保育園
- 安城市立安城保育園
- 安城市立和泉保育園
- 安城市立えのき保育園
- 安城市立小川保育園
- 安城市立作野保育園
- 安城市立さくら保育園
- 安城市立桜井保育園
- 安城市立城ケ入保育園
- 安城市立新田保育園
- 安城市立西部保育園
- 安城市立志貴保育園
- 安城市立高棚保育園
- 安城市立東部保育園
- 安城市立南部保育園
- 安城市立錦保育園
- 安城市立二本木保育園
- 安城市立東端保育園
- 安城市立みその保育園
- 安城市立三ツ川保育園
- 安城市立みのわ保育園
- 安城市立ゆたか保育園

### 一宮市
- 一宮市立赤見保育園
- 一宮市立浅井保育園
- 一宮市立浅井北保育園
- 一宮市立浅井中保育園
- 一宮市立浅野保育園
- 一宮市立朝日西保育園
- 一宮市立朝日東保育園
- 一宮市立朝宮保育園
- 一宮市立一色保育園
- 一宮市立今伊勢北保育園
- 一宮市立今伊勢中保育園
- 一宮市立今伊勢南保育園
- 一宮市立奥町西保育園
- 一宮市立奥町東保育園
- 一宮市立起保育園
- 一宮市立押場保育園
- 一宮市立開明保育園
- 一宮市立開明西保育園
- 一宮市立篭屋保育園
- 一宮市立門間保育園
- 一宮市立北今保育園
- 一宮市立北方西保育園
- 一宮市立北方東保育園
- 一宮市立貴船保育園
- 一宮市立黒田北保育園
- 一宮市立黒田西保育園
- 一宮市立光明寺保育園
- 一宮市立小信保育園
- 一宮市立里小牧保育園
- 一宮市立里小牧南保育園
- 一宮市立三条保育園
- 一宮市立神明保育園
- 一宮市立瀬時保育園
- 一宮市立外割田保育園
- 一宮市立大志保育園
- 一宮市立玉ノ井保育園
- 一宮市立丹陽保育園
- 一宮市立丹陽西保育園
- 一宮市立丹陽南保育園
- 一宮市立千秋保育園
- 一宮市立千秋北保育園
- 一宮市立千秋南保育園
- 一宮市立冨田保育園
- 一宮市立中島保育園
- 一宮市立西成保育園
- 一宮市立西御堂保育園
- 一宮市立野口保育園
- 一宮市立萩原保育園
- 一宮市立葉栗保育園
- 一宮市立東五城保育園
- 一宮市立富士保育園
- 一宮市立真澄保育園
- 一宮市立大和北保育園
- 一宮市立大和東保育園

### 稲沢市
- 稲沢市立駅前保育園
- 稲沢市立大里西保育園
- 稲沢市立奥田保育園
- 稲沢市立大塚保育園
- 稲沢市立下津保育園
- 稲沢市立片原一色保育園
- 稲沢市立子生和保育園
- 稲沢市立国分保育園
- 稲沢市立祖父江保育園
- 稲沢市立高御堂中央保育園
- 稲沢市立長岡保育園
- 稲沢市立長野保育園
- 稲沢市立法立保育園
- 稲沢市立牧川保育園
- 稲沢市立丸甲保育園
- 稲沢市立三宅保育園
- 稲沢市立山崎保育園
- 稲沢市立領内保育園
- 稲沢市立六輪保育園

### 犬山市
- 犬山市立今井子ども未来園
- 犬山市立楽田子ども未来園
- 犬山市立楽田西子ども未来園
- 犬山市立楽田東子ども未来園
- 犬山市立上木子ども未来園
- 犬山市立五郎丸子ども未来園
- 犬山市立城東子ども未来園
- 犬山市立城東第2子ども未来園
- 犬山市立羽黒子ども未来園
- 犬山市立羽黒北子ども未来園
- 犬山市立羽黒南子ども未来園
- 犬山市立橋爪子ども未来園
- 犬山市立丸山子ども未来園

### 岩倉市
- 岩倉市立下寺保育園
- 岩倉市立仙奈保育園
- 岩倉市立西部保育園
- 岩倉市立中部保育園
- 岩倉市立東部保育園
- 岩倉市立南部保育園
- 岩倉市立北部保育園

### 大府市
- 大府市立荒池保育園
- 大府市立追分保育園
- 大府市立大府保育園
- 大府市立北崎保育園
- 大府市立共長保育園
- 大府市立共和東保育園
- 大府市立長草保育園
- 大府市立柊山保育園
- 大府市立桃山保育園
- 大府市立横根保育園
- 大府市立吉田保育園
- 大府市立米田保育園
- 大府市立若宮保育園

### 岡崎市
- 岡崎市立井田保育園
- 岡崎市立稲熊保育園
- 岡崎市立岩松保育園
- 岡崎市立大西保育園
- 岡崎市立形埜保育園
- 岡崎市立北野保育園
- 岡崎市立島坂保育園
- 岡崎市立下山保育園
- 岡崎市立城北保育園
- 岡崎市立大樹寺保育園
- 岡崎市立百々保育園
- 岡崎市立常磐保育園
- 岡崎市立豊富保育園
- 岡崎市立豊富第二保育園
- 岡崎市立中園保育園
- 岡崎市立奈良井保育園
- 岡崎市立根石保育園
- 岡崎市立八帖保育園
- 岡崎市立福岡保育園
- 岡崎市立福岡南保育園
- 岡崎市立藤川保育園
- 岡崎市立細川保育園
- 岡崎市立緑丘保育園
- 岡崎市立宮崎保育園
- 岡崎市立六名南保育園
- 岡崎市立六ツ美北保育園
- 岡崎市立六ツ美中保育園
- 岡崎市立六ツ美南保育園
- 岡崎市立六ツ美西保育園
- 岡崎市立本宿保育園
- 岡崎市立矢作西保育園
- 岡崎市立矢作南保育園
- 岡崎市立山中保育園
- 岡崎市立竜谷保育園
- 岡崎市立若松保育園

### 尾張旭市
- 尾張旭市立あたご保育園
- 尾張旭市立柏井保育園
- 尾張旭市立茅ヶ池保育園
- 尾張旭市立川南保育園
- 尾張旭市立西部保育園
- 尾張旭市立中部保育園
- 尾張旭市立東部保育園
- 尾張旭市立西山保育園
- 尾張旭市立藤池保育園
- 尾張旭市立本地ケ原保育園

### 春日井市
- 春日井市立味美保育園
- 春日井市立岩成台保育園
- 春日井市立牛山保育園
- 春日井市立大手保育園
- 春日井市立小野保育園
- 春日井市立柏原保育園
- 春日井市立柏原西保育園
- 勝川北部保育園
- 春日井市立上八田保育園
- 春日井市立貴船保育園
- 春日井市立坂下北保育園
- 春日井市立坂下南保育園
- 春日井市立下津保育園
- 春日井市立白山保育園
- 春日井市立神領保育園
- 春日井市立西部保育園
- 春日井市立第一保育園
- 春日井市立第二保育園
- 春日井市立第三保育園
- 春日井市立高座保育園
- 春日井市立玉川保育園
- 春日井市立追進保育園
- 春日井市立出川保育園
- 春日井市立外之原保育園
- 春日井市立藤山台保育園
- 春日井市立前並保育園
- 春日井市立松原保育園
- 春日井市立瑞穂保育園
- 春日井市立桃山保育園

### 蒲郡市
- 蒲郡市立東部保育園
- 蒲郡市立北部保育園
- 蒲郡市立西部保育園
- 蒲郡市立塩津保育園
- 蒲郡市立大塚保育園
- 蒲郡市立府相保育園
- 蒲郡市立三谷東保育園
- 蒲郡市立大塚西保育園
- 蒲郡市立三谷西保育園
- 蒲郡市立形原保育園
- 蒲郡市立中部保育園
- 蒲郡市立南部保育園
- 蒲郡市立形原南保育園
- 蒲郡市立西浦保育園
- 蒲郡市立鹿島保育園
- 蒲郡市立形原北保育園
- 蒲郡市立塩津北保育園

### 刈谷市
- 刈谷市立あおば保育園
- 刈谷市立おがきえ保育園
- 刈谷市立かりがね保育園
- 刈谷市立さくら保育園
- 刈谷市立慈友保育園
- 刈谷市立東刈谷保育園
- 刈谷市立日高保育園
- 刈谷市立富士松南保育園
- 刈谷市立富士松北保育園
- 刈谷市立双葉保育園

### 北名古屋市
- 北名古屋市立沖村保育園
- 北名古屋市立鹿田北保育園
- 北名古屋市立鹿田南保育園
- 北名古屋市立久地野保育園
- 北名古屋市立九之坪北保育園
- 北名古屋市立九之坪南保育園
- 北名古屋市立熊之庄保育園
- 北名古屋市立徳重保育園
- 北名古屋市立中之郷保育園
- 北名古屋市立西之保保育園
- 北名古屋市立能田保育園
- 北名古屋市立弥勒寺保育園
- 北名古屋市立六ツ師保育園
- 北名古屋市立薬師寺保育園

### 清須市
- 清須市立朝日保育園
- 清須市立一場保育園
- 清須市立新清洲保育園
- 清須市立須ヶ口保育園
- 清須市立桃栄保育園
- 清須市立土器野保育園
- 清須市立中之切保育園
- 清須市立西枇杷島保育園
- 清須市立ネギヤ保育園
- 清須市立廻間保育園
- 清須市立星の宮保育園
- 清須市立本町保育園
- 清須市立夢の森保育園

### 江南市
- 江南市立あずま保育園
- 江南市立草井保育園
- 江南市立小鹿保育園
- 江南市立古知野北保育園
- 江南市立古知野東保育園
- 江南市立古知野中保育園
- 江南市立古知野西保育園
- 江南市立古知野南保育園
- 江南市立中央保育園
- 江南市立藤里保育園
- 江南市立布袋保育園
- 江南市立布袋北保育園
- 江南市立布袋西保育園
- 江南市立布袋東保育園
- 江南市立宮田保育園
- 江南市立宮田東保育園
- 江南市立宮田南保育園
- 江南市立門弟山保育園

### 小牧市
- 小牧市立味岡保育園
- 小牧市立一色保育園
- 小牧市立岩崎保育園
- 小牧市立大城保育園
- 小牧市立大山保育園
- 小牧市立北里保育園
- 小牧市立古雅保育園
- 小牧市立小木保育園
- 小牧市立さくら保育園
- 小牧市立篠岡保育園
- 小牧市立第二保育園
- 小牧市立第三保育園
- 小牧市立陶保育園
- 小牧市立藤島保育園
- 小牧市立本庄保育園
- 小牧市立三ツ渕保育園
- 小牧市立三ツ渕北保育園
- 小牧市立村中保育園
- 小牧市立山北保育園

### 新城市
- 新城市立宇利保育園
- 新城市立海老保育園
- 新城市立大野保育園
- 新城市立川合保育園
- 新城市立城北保育園
- 新城市立千郷東保育園
- 新城市立千郷中保育園
- 新城市立千郷西保育園
- 新城市立中央保育園
- 新城市立作手保育園
- 新城市立東郷東保育園
- 新城市立東郷中保育園
- 新城市立東郷西保育園
- 新城市立東部保育園
- 新城市立長篠保育園
- 新城市立能登瀬保育園
- 新城市立鳳来保育園
- 新城市立鳳来西保育園
- 新城市立山吉田保育園
- 新城市立吉川保育園

### 瀬戸市
- 瀬戸市立今村保育園
- 瀬戸市立北保育園
- 瀬戸市立こうはん保育園
- 瀬戸市立こうはん南保育園
- 瀬戸市立古瀬戸保育園
- 瀬戸市立品野西保育園
- 瀬戸市立品野東保育園
- 瀬戸市立水南保育園
- 瀬戸市立水北保育園
- 瀬戸市立西保育園
- 瀬戸市立萩山保育園
- 瀬戸市立幡山西保育園
- 瀬戸市立幡山東保育園
- 瀬戸市立幡山南保育園
- 瀬戸市立八幡保育園
- 瀬戸市立原山保育園
- 瀬戸市立東保育園
- 瀬戸市立深川保育園
- 瀬戸市立南保育園

### 高浜市
- 高浜市立高取保育園
- 高浜市立高浜南部保育園
- 高浜市立中央保育園
- 高浜市立よしいけ保育園
- 高浜市立吉浜保育園
- 高浜市立吉浜北部保育園

### 田原市
- 田原市立赤羽根保育園
- 田原市立泉保育園
- 田原市立伊良湖岬保育園
- 田原市立漆田保育園
- 田原市立大草保育園
- 田原市立加治保育園
- 田原市立神戸保育園
- 田原市立清田保育園
- 田原市立小中山保育園
- 田原市立第一保育園
- 田原市立高松保育園
- 田原市立中部保育園
- 田原市立東部保育園
- 田原市立中山保育園
- 田原市立南部保育園
- 田原市立野田保育園
- 田原市立福江保育園
- 田原市立北部保育園
- 田原市立六連保育園
- 田原市立山北保育園
- 田原市立若戸保育園

### 知多市
- 知多市立岡田保育園
- 知多市立岡田西保育園
- 知多市立佐布里保育園
- 知多市立新知保育園
- 知多市立新田保育園
- 知多市立新舞子保育園
- 知多市立つつじが丘保育園
- 知多市立寺本保育園
- 知多市立日長保育園
- 知多市立日長台保育園
- 知多市立南粕谷保育園
- 知多市立八幡保育園

### 知立市
- 知立市立逢妻保育園
- 知立市立上重原保育園
- 知立市立上重原西保育園
- 知立市立新林保育園
- 知立市立高根保育園
- 知立市立宝保育園
- 知立市立知立保育園
- 知立市立知立中央保育園
- 知立市立知立南保育園
- 知立市立八橋保育園
- 知立市立来迎寺保育園

### 津島市
- 津島市立神島田保育園
- 津島市立共存園保育所
- 津島市立新開保育園
- 津島市立東愛宕保育園

### 東海市
- 東海市立一番畑保育園
- 東海市立大田保育園
- 東海市立大堀保育園
- 東海市立加木屋保育園
- 東海市立加木屋南保育園
- 東海市立木庭保育園
- 東海市立高横須賀保育園
- 東海市立名和保育園
- 東海市立名和東保育園
- 東海市立東山保育園
- 東海市立富木島保育園
- 東海市立平洲保育園
- 東海市立三ツ池保育園
- 東海市立みどり保育園
- 東海市立明倫保育園
- 東海市立養父保育園
- 東海市立横須賀保育園
- 東海市立渡内保育園

### 常滑市
- 常滑市立青海保育園
- 常滑市立大野保育園
- 常滑市立鬼崎北保育園
- 常滑市立鬼崎中保育園
- 常滑市立鬼崎西保育園
- 常滑市立鬼崎南保育園
- 常滑市立小鈴谷北保育園
- 常滑市立小鈴谷南保育園
- 常滑市立瀬木保育園
- 常滑市立常石保育園
- 常滑市立常滑北保育園
- 常滑市立西浦北保育園
- 常滑市立西浦中保育園
- 常滑市立西浦南保育園
- 常滑市立丸山保育園
- 常滑市立三和西保育園
- 常滑市立三和南保育園

### 豊明市
- 豊明市立青い鳥保育園
- 豊明市立内山保育園
- 豊明市立沓掛保育園
- 豊明市立栄保育園
- 豊明市立西部保育園
- 豊明市立中部保育園
- 豊明市立東部保育園
- 豊明市立南部保育園
- 豊明市立二村台保育園
- 豊明市立舘保育園

### 豊川市
- 豊川市立赤坂保育園
- 豊川市立赤坂台保育園
- 豊川市立一宮保育園
- 豊川市立一宮西部保育園
- 豊川市立一宮東部保育園
- 豊川市立牛久保保育園
- 豊川市立大木保育園
- 豊川市立金沢保育園
- 豊川市立菊保育園
- 豊川市立国府保育園
- 豊川市立御油保育園
- 豊川市立御油第二保育園
- 豊川市立下長山保育園
- 豊川市立為当保育園
- 豊川市立東上保育園
- 豊川市立長沢保育園
- 豊川市立萩保育園
- 豊川市立八南保育園
- 豊川市立みと保育園
- 豊川市立御津西部保育園
- 豊川市立御津南部保育園
- 豊川市立御津北部保育園
- 豊川市立睦美保育園
- 豊川市立大和保育園
- 豊川市立小坂井北保育園
- 豊川市立小坂井中保育園
- 豊川市立小坂井東保育園

### 豊田市
- 豊田市立朝日こども園
- 豊田市立足助まゆみこども園
- 豊田市立足助もみじこども園
- 豊田市立飯野こども園
- 豊田市立石畳こども園
- 豊田市立稲武こども園
- 豊田市立伊保こども園
- 豊田市立今こども園
- 豊田市立畝部こども園
- 豊田市立梅坪こども園
- 豊田市立永新こども園
- 豊田市立大草こども園
- 豊田市立大蔵こども園
- 豊田市立大沼こども園
- 豊田市立大畑こども園
- 豊田市立大林こども園
- 豊田市立小渡こども園
- 豊田市立上郷こども園
- 豊田市立上鷹見こども園
- 豊田市立木瀬こども園
- 豊田市立越戸こども園
- 豊田市立駒場こども園
- 豊田市立挙母こども園
- 豊田市立寿恵野こども園
- 豊田市立杉本こども園
- 豊田市立住吉こども園
- 豊田市立高橋こども園
- 豊田市立高美こども園
- 豊田市立高嶺こども園
- 豊田市立竹村こども園
- 豊田市立堤こども園
- 豊田市立堤ケ丘こども園
- 豊田市立寺部こども園
- 豊田市立道慈こども園
- 豊田市立童子山こども園
- 豊田市立透成こども園
- 豊田市立東部こども園
- 豊田市立渡刈こども園
- 豊田市立トヨタこども園
- 豊田市立豊松こども園
- 豊田市立中金こども園
- 豊田市立中根山こども園
- 豊田市立中山こども園
- 豊田市立根川こども園
- 豊田市立野見こども園
- 豊田市立則定こども園
- 豊田市立冷田こども園
- 豊田市立ひかりこども園
- 豊田市立東広瀬こども園
- 豊田市立東山こども園
- 豊田市立平井こども園
- 豊田市立平山こども園
- 豊田市立広沢こども園
- 豊田市立藤薮こども園
- 豊田市立北栄こども園
- 豊田市立本地こども園
- 豊田市立益富こども園
- 豊田市立松平こども園
- 豊田市立御作こども園
- 豊田市立御船こども園
- 豊田市立宮口こども園
- 豊田市立美和こども園
- 豊田市立柳川瀬こども園
- 豊田市立山之手こども園
- 豊田市立竜神こども園
- 豊田市立若園こども園
- 豊田市立若林こども園
- 豊田市立若宮こども園

### 豊橋市
- 豊橋市立牛川東保育園
- 豊橋市立くるみ保育園
- 豊橋市立こじか保育園
- 豊橋市立新吉保育園
- 豊橋市立津田保育園

### 名古屋市

#### 千種区
- 名古屋市内山保育園
- 名古屋市北千種保育園
- 名古屋市汁谷保育園
- 名古屋市振甫保育園
- 名古屋市千種台保育園
- 名古屋市千代田橋保育園
- 名古屋市春里保育園
- 名古屋市東山保育園
- 名古屋市星ケ丘保育園
- 名古屋市都保育園
- 名古屋市宮根保育園

#### 東区
- 名古屋市砂田橋保育園
- 名古屋市東保育園
- 名古屋市矢田保育園

#### 北区
- 名古屋市立味鋺保育園
- 名古屋市立大野保育園
- 名古屋市尾上保育園
- 名古屋市上飯田東保育園
- 名古屋市上飯田南保育園
- 名古屋市北保育園
- 名古屋市田幡保育園
- 名古屋市西味鋺保育園
- 名古屋市如意保育園
- 名古屋市鳩岡保育園
- 名古屋市東志賀保育園
- 名古屋市水草保育園
- 名古屋市宮前保育園
- 名古屋市名城保育園

#### 西区
- 名古屋市上名古屋保育園
- 名古屋市野南保育園
- 名古屋市山田保育園
- 名古屋市藤の宮保育園
- 名古屋市比良西保育園

#### 中村区
- 名古屋市荒輪井保育園
- 名古屋市烏森保育園
- 名古屋市新富町保育園
- 名古屋市則武保育園
- 名古屋市平池保育園
- 名古屋市二ツ橋保育園
- 名古屋市御田保育園
- 名古屋市森田保育園

#### 中区
- 名古屋市大池保育園
- 名古屋市中保育園

#### 昭和区
- 名古屋市白金保育園
- 名古屋市安田保育園

#### 瑞穂区
- 名古屋市軍水保育園
- 名古屋市新開保育園
- 名古屋市東栄保育園
- 名古屋市直来保育園

#### 熱田区
- 名古屋市神宮東保育園
- 名古屋市高蔵保育園
- 名古屋市宮西保育園

#### 中川区
- 名古屋市十番保育園
- 名古屋市正色第一保育園
- 名古屋市正色第二保育園
- 名古屋市富田第一保育園
- 名古屋市富田第三保育園
- 名古屋市富田第二保育園
- 名古屋市中島保育園
- 名古屋市畑田保育園
- 名古屋市豊成保育園

#### 港区
- 名古屋市九番保育園
- 名古屋市港西保育園
- 名古屋市茶屋保育園
- 名古屋市当知保育園
- 名古屋市土古保育園
- 名古屋市南陽第一保育園
- 名古屋市南陽第三保育園
- 名古屋市南陽第二保育園
- 名古屋市宝神保育園
- 名古屋市丸池保育園
- 名古屋市港保育園

#### 南区
- 名古屋市神松保育園
- 名古屋市五条保育園
- 名古屋市芝保育園
- 名古屋市宝保育園
- 名古屋市豊田保育園
- 名古屋市氷室保育園
- 名古屋市宝生保育園
- 名古屋市南保育園
- 名古屋市本星崎保育園

#### 守山区
- 名古屋市天子田保育園
- 名古屋市大森保育園
- 名古屋市小幡保育園
- 名古屋市瀬古保育園
- 名古屋市大永寺保育園
- 名古屋市鳥羽見保育園
- 名古屋市苗代保育園
- 名古屋市中志段味保育園
- 名古屋市本地第一保育園
- 名古屋市本地第二保育園
- 名古屋市森孝保育園
- 名古屋市守山保育園
- 名古屋市山下保育園

#### 緑区
- 名古屋市旭出保育園
- 名古屋市大高保育園
- 名古屋市片平保育園
- 名古屋市黒石保育園
- 名古屋市汐見が丘保育園
- 名古屋市太子保育園
- 名古屋市鳴子保育園
- 名古屋市のりくら保育園
- 名古屋市はざま保育園
- 名古屋市東丘保育園
- 名古屋市松が根保育園
- 名古屋市森の里保育園

#### 名東区
- 名古屋市猪高保育園
- 名古屋市猪子石第一保育園
- 名古屋市猪子石第二保育園
- 名古屋市梅森坂保育園
- 名古屋市亀の井保育園
- 名古屋市高針北保育園
- 名古屋市にじが丘保育園
- 名古屋市藤が丘保育園
- 名古屋市藤里保育園
- 名古屋市牧野池保育園
- 名古屋市牧野原保育園
- 名古屋市よもぎ保育園

#### 天白区
- 名古屋市一本松保育園
- 名古屋市上ノ池保育園
- 名古屋市島田第一保育園
- 名古屋市島田第二保育園
- 名古屋市平針原保育園
- 名古屋市山根保育園

### 西尾市
- 西尾市立巨海保育園
- 西尾市立寺津保育園
- 西尾市立西野町保育園
- 西尾市立花ノ木保育園
- 西尾市立福地南部保育園
- 西尾市立三和保育園
- 西尾市立室場保育園
- 西尾市立矢田保育園
- 西尾市立八ツ面保育園
- 西尾市立米津保育園

### 日進市
- 日進市立新ラ田保育園
- 日進市立梅森保育園
- 日進市立北新田保育園
- 日進市立三本木保育園
- 日進市立西部保育園
- 日進市立中部保育園
- 日進市立東部保育園
- 日進市立北部保育園
- 日進市立南部保育園

### 半田市
- 半田市立葵保育園
- 半田市立有脇保育園
- 半田市立板山保育園
- 半田市立乙川保育園
- 半田市立協和保育園
- 半田市立清城保育園
- 半田市立修農保育園
- 半田市立高根保育園
- 半田市立白山保育園
- 半田市立花園第二保育園
- 半田市立東保育園
- 半田市立平地保育園
- 半田市立岩滑保育園
- 半田市立岩滑北保育園
- 半田市立横川保育園

### 碧南市
- 碧南市立大浜保育園
- 碧南市立新川保育園
- 碧南市立棚尾保育園
- 碧南市立築山保育園
- 碧南市立天道保育園
- 碧南市立日進保育園
- 碧南市立羽久手保育園
- 碧南市立鷲塚保育園

### みよし市
- みよし市立明知保育園
- みよし市立莇生保育園
- みよし市立黒笹保育園
- みよし市立打越保育園
- みよし市立城山保育園
- みよし市立すみれ保育園
- みよし市立天王保育園
- みよし市立なかよし保育園
- みよし市立みどり保育園
- みよし市立わかば保育園

### 弥富市
- 弥富市立大藤保育所
- 弥富市立栄南保育所
- 弥富市立桜保育所
- 弥富市立十四山保育所
- 弥富市立白鳥保育所
- 弥富市立西部保育所
- 弥富市立南部保育所
- 弥富市立ひので保育所
- 弥富市立弥生保育所

### あま市
- あま市立北部保育園
- あま市立大花保育園
- あま市立萱津保育園
- あま市立五条保育園
- あま市立昭和保育園
- あま市立聖徳保育園
- あま市立新居屋保育園
- あま市立篠田保育園
- あま市立正則保育園

### 愛知郡

#### 東郷町
- 東郷町立音貝保育園
- 東郷町立上城保育園
- 東郷町立西部保育園
- 東郷町立たかね保育園
- 東郷町立中部保育園
- 東郷町立南部保育園
- 東郷町立諸輪保育園
- 東郷町立和合保育園

#### 長久手町
- 長久手町立色金保育園
- 長久手町立上郷保育園
- 長久手町立長湫北保育園
- 長久手町立長湫東保育園
- 長久手町立長湫西保育園
- 長久手町立長湫南保育園

### 海部郡

#### 蟹江町
- 蟹江町立蟹江保育所
- 蟹江町立蟹江西保育所
- 蟹江町立蟹江南保育所
- 蟹江町立新蟹江北保育所
- 蟹江町立須成保育所
- 蟹江町立舟入保育所

#### 飛島村
- 飛島村立第一保育所

### 北設楽郡

#### 設楽町
- 設楽町立名倉保育園
- 設楽町立清嶺保育園
- 設楽町立津具保育園

#### 東栄町
- 東栄町立とうえい保育園

#### 豊根村
- 豊根村立杉の子保育園

### 西春日井郡

#### 豊山町
- 豊山町立青山保育園
- 豊山町立豊山保育園
- 豊山町立冨士保育園

### 知多郡

#### 阿久比町
- 阿久比町立英保育園
- 阿久比町立北原保育園
- 阿久比町立草木保育園
- 阿久比町立城山保育園
- 阿久比町立宮津保育園

#### 武豊町
- 武豊町立北保育園
- 武豊町立北中根保育園
- 武豊町立多賀保育園
- 武豊町立東大高保育園
- 武豊町立中山保育園
- 武豊町立西保育園
- 武豊町立富貴保育園
- 武豊町立南保育園
- 武豊町立竜宮保育園
- 武豊町立六貫山保育園
- 武豊町立わかば保育園

#### 東浦町
- 東浦町立生路保育園
- 東浦町立石浜保育園
- 東浦町立石浜西保育園
- 東浦町立緒川保育園
- 東浦町立緒川新田保育園
- 東浦町立藤江保育園
- 東浦町立森岡保育園
- 東浦町立森岡西保育園

#### 南知多町
- 南知多町立内海保育所
- 南知多町立大井保育所
- 南知多町立かるも保育所
- 南知多町立日間賀保育所

#### 美浜町
- 美浜町立上野間保育所
- 美浜町立奥田保育所
- 美浜町立河和北保育所
- 美浜町立河和南保育所
- 美浜町立南部保育所
- 美浜町立野間保育所
- 美浜町立布土保育所

### 西春日井郡

#### 豊山町
- 豊山町立青山保育園
- 豊山町立豊山保育園
- 豊山町立冨士保育園

### 丹羽郡

#### 大口町
- 大口町立北保育園
- 大口町立中保育園
- 大口町立西保育園
- 大口町立南保育園

#### 扶桑町
- 扶桑町立柏森保育園
- 扶桑町立柏森南保育園
- 扶桑町立斎藤保育園
- 扶桑町立高雄保育園
- 扶桑町立高雄西保育園
- 扶桑町立高雄南保育園
- 扶桑町立山名保育園

### 幡豆郡

#### 一色町
- 一色町立一色保育園
- 一色町立上保育園
- 一色町立佐久島保育園
- 一色町立西部保育園
- 一色町立中部保育園
- 一色町立東部保育園
- 一色町立南部保育園

#### 吉良町
- 吉良町立荻原保育園
- 吉良町立白浜保育園
- 吉良町立津平保育園
- 吉良町立横須賀保育園
- 吉良町立吉田保育園
- 吉良町立離島保育園

#### 幸田町
- 幸田町立大草保育園
- 幸田町立幸田保育園
- 幸田町立坂崎保育園
- 幸田町立里保育園
- 幸田町立豊坂保育園
- 幸田町立菱池保育園
- 幸田町立深溝保育園
- 幸田町立わしだ保育園

#### 幡豆町
- 幡豆町立鳥羽保育園
- 幡豆町立幡豆保育園
- 幡豆町立東幡豆保育園
- 幡豆町立見影保育園

## 私立保育所

### 愛西市
- 市江保育園
- 勝幡保育園
- 草平保育園
- 白百合保育園
- 立南保育園
- 西川端保育園
- 町方保育園
- 丸島保育園
- みのり幼児園
- 美和多保育園

### 安城市
- 光徳保育園
- 子宝保育園
- 子どもの城保育園
- こひつじ保育園
- すずらん保育園
- 根崎保育園
- よさみ保育園
- 第2よさみ保育園

### 一宮市
- あさひ保育園
- 一宮尚正会保育園
- 一宮尚正会大和保育園
- かもめ保育園
- 研修保育園
- 研修南保育園
- 末広保育園
- 丹羽保育園
- ふたば保育園
- みづほ保育園
- 明泰保育園
- 大和保育園
- 若の宮保育園

### 稲沢市
- 稲沢保育園
- 大里東みどり保育園
- 小正保育園
- 小鳩保育園
- 信竜保育園
- 信竜国府宮保育園
- 栴檀保育園
- 千代田保育園
- 附島保育園
- みずほ保育園
- みのり保育園
- 明治保育園
- めばえ保育園
- 和光保育園

### 犬山市
- 犬山さくら保育園
- 白帝保育園

### 大府市
- 共和保育園
- 保育園さくらんぼ

### 岡崎市
- 岩津保育園
- 岡保育園
- 男川保育園
- 白鳩保育園
- 大門保育園
- 燕ヶ丘保育園
- 中島保育園
- 秦梨保育園
- 美合保育園
- みなみ保育園
- 六名保育園
- むつみ保育園
- 明徳保育園
- 元能見保育園
- 八十塚保育園
- 矢作保育園
- るんびにー保育園
- 渡保育園

### 尾張旭市
- あさひおっきい保育園
- 保育所てんとう虫

### 春日井市
- あさひにこにこ保育園
- 柏井保育園
- 春日井保育園
- さくら保育園
- 神屋保育園
- 第1そだち保育園
- 第2そだち保育園
- 高森台保育園
- 天使みつばち保育園
- 瑞雲保育園

### 刈谷市
- こぐま保育園
- 庭松保育園

### 瀬戸市
- 新瀬戸保育園
- ひかり保育園
- ふたば保育園
- ぽっぽ保育園
- みずの保育園
- みどり保育所

### 知多市
- 朝倉保育園

### 知立市
- 猿渡保育園
- 知立なかよし保育園
- 徳風保育園

### 津島市
- 神守保育園
- 神守南部保育園
- 唐臼保育園
- 蛭間保育園
- 藤浪保育園
- 三和第一保育園
- 三和第二保育園

### 豊明市
- からたけ保育園
- むつみ保育園
- マミーナ保育園

### 豊川市
- 麻生田保育園
- 光輝保育園
- さくら保育園
- 桜町保育園
- 三蔵子保育園
- 諏訪保育園
- 千両保育園
- 代田保育園
- 中部保育園
- 天王保育園
- 豊川保育園
- 豊川北部保育園
- ひかり保育園
- 平尾保育園
- 三上保育園
- みどり保育園
- 八幡保育園
- アオイ保育園
- 美園保育園
- 桃里保育園

### 豊田市
- 青松こども園
- いぼばらこども園
- こじま保育園
- 浄光こども園
- たかはらこども園
- 中央保育園
- 東海こども園
- 東保見こども園
- 星ケ丘保育園
- 丸山こども園
- みずほこども園
- わかばこども園

### 豊橋市
- 飽海保育園
- あしはら保育園
- 石巻保育園
- 磯辺保育園
- 岩田保育園(岩田子ども園)
- 岩西保育園
- 植田保育園
- 牛川保育園
- 円通寺保育園
- 塩満保育園
- 老津保育園
- 往完保育園
- 大崎保育園
- 大村保育園
- 春日保育園
- 賀茂保育園
- こまどり保育園
- 三郷保育園
- 三宝保育園
- 正林寺保育園
- 昭和保育園
- 下条保育園
- 杉山保育園
- 嵩山保育園
- 高師東保育園
- 高塚保育園
- 谷川保育園
- 玉川保育園
- 長栄保育園
- 天伯保育園
- 東部保育園
- 豊南保育園
- 豊橋ひまわり保育園
- 野依保育園
- 柱保育園
- 羽田保育園
- 花ヶ崎保育園
- 東観音寺保育園
- 東山保育園
- ひばり保育園
- 福岡保育園
- 二川東保育園
- 吉田方保育園
- 吉田方西保育園
- 前芝保育園
- 松葉保育園
- みどり保育園
- 緑ヶ丘保育園
- 向山保育園
- 明照保育園

### 名古屋市

#### 南区
- 道徳保育園
- 大生幼児園
- 白水保育園
- 笠寺幼児園
- 菜の花保育園
- 箱舟保育園
- ほしざき保育園
- よびつぎ保育園
- 明治保育園

### 西尾市
- 伊文保育園
- くさの実保育園
- 熊味保育園
- 東部保育園
- 中野郷保育園
- 中畑保育園
- 平坂保育園
- 福地北部保育園
- 恵保育園

### 日進市
- 日東保育園

### 半田市
- 住吉保育園
- 半田同胞園保育所
- のぞみが丘保育園
- みらい保育園

### 碧南市
- 荒子保育園
- かしの木保育園
- 西端保育園
- 二葉保育園
- へきなん保育園
- 第2へきなん保育園

### あま市
- 七宝保育園
- 七宝南部保育園
- 七宝ひかり保育園
- 美和保育園

### 愛知郡

#### 東郷町
- 若葉保育園

### 海部郡

#### 大治町
- 大治保育園
- 大治東保育園
- 大治南保育園

#### 蟹江町
- はばたき保育園

#### 飛島村
- 飛島保育園

### 北設楽郡

#### 設楽町
- 田口宝保育園

### 知多郡

#### 阿久比町
- 中部保育園
- 東部保育園
- 南部保育園

#### 南知多町
- 篠島保育園